# 东方电机
東方電機有限公司（除牌時1072.HK及600875.SS），也是把所有業務整體上市企業之一。當時是1958年前身東方電機廠成立，1993年，開始改為東方電機股份有限公司，分別在1994年和1995年於香港和上海上市。但由於在2007年把東方電氣集團整體上市，故此把東方電機股份有限公司改稱為東方電氣股份有限公司。基於整體上市後，在2008年初，原有性質资产重新注册，更名为东方电气集团东方电机有限公司至今。

## 連結
- 東方電機有限公司（页面存档备份，存于）